# 埼玉県道353号針ケ谷岡線

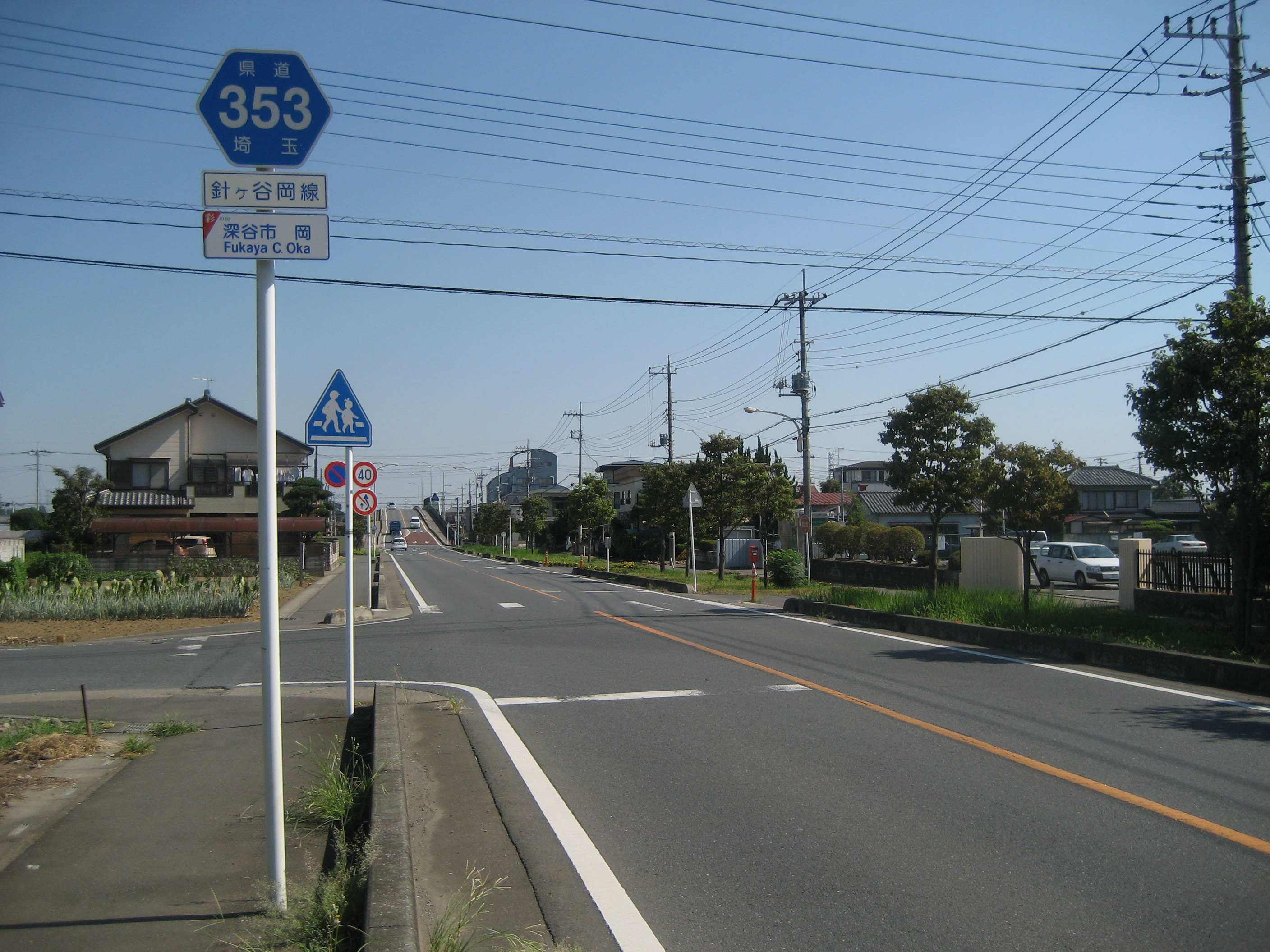
深谷市岡付近（2012年8月）

埼玉県道353号針ケ谷岡線（さいたまけんどう353ごう はりがやおかせん）は、埼玉県深谷市内を通過する一般県道である。

## 概要

### 路線データ
- 総延長：3.9km[1]
- 実延長：3.9km[1]
- 起点：埼玉県深谷市針ケ谷（針ケ谷中交差点＝埼玉県道75号熊谷児玉線、埼玉県道265号寄居岡部深谷線交点）
- 終点：埼玉県深谷市岡（岡部駅前、埼玉県道259号新野岡部停車場線交点）

## 路線状況

### 交通量
24時間自動車類交通量（台/日）
- 深谷市山河1175：5,119

## 地理

### 通過する自治体
- 埼玉県
  - 深谷市

### 交差する道路
| 交差する道路                    | 交差する道路                    | 交差点名     | 所在地 |
| ------------------------------- | ------------------------------- | ------------ | ------ |
| 埼玉県道75号熊谷児玉線          | 埼玉県道75号熊谷児玉線          | 針ケ谷（中） | 深谷市 |
| 埼玉県道352号児玉町蛭川普済寺線 | 埼玉県道352号児玉町蛭川普済寺線 | （岡地内）   | 深谷市 |
| -（屈折）                       |                                 | （岡地内）   | 深谷市 |
| 埼玉県道259号新野岡部停車場線   |                                 | （岡地内）   | 深谷市 |

### 沿線の主な施設
- 岡部駅